# Sint-Jozefkerk (Siebengewald)

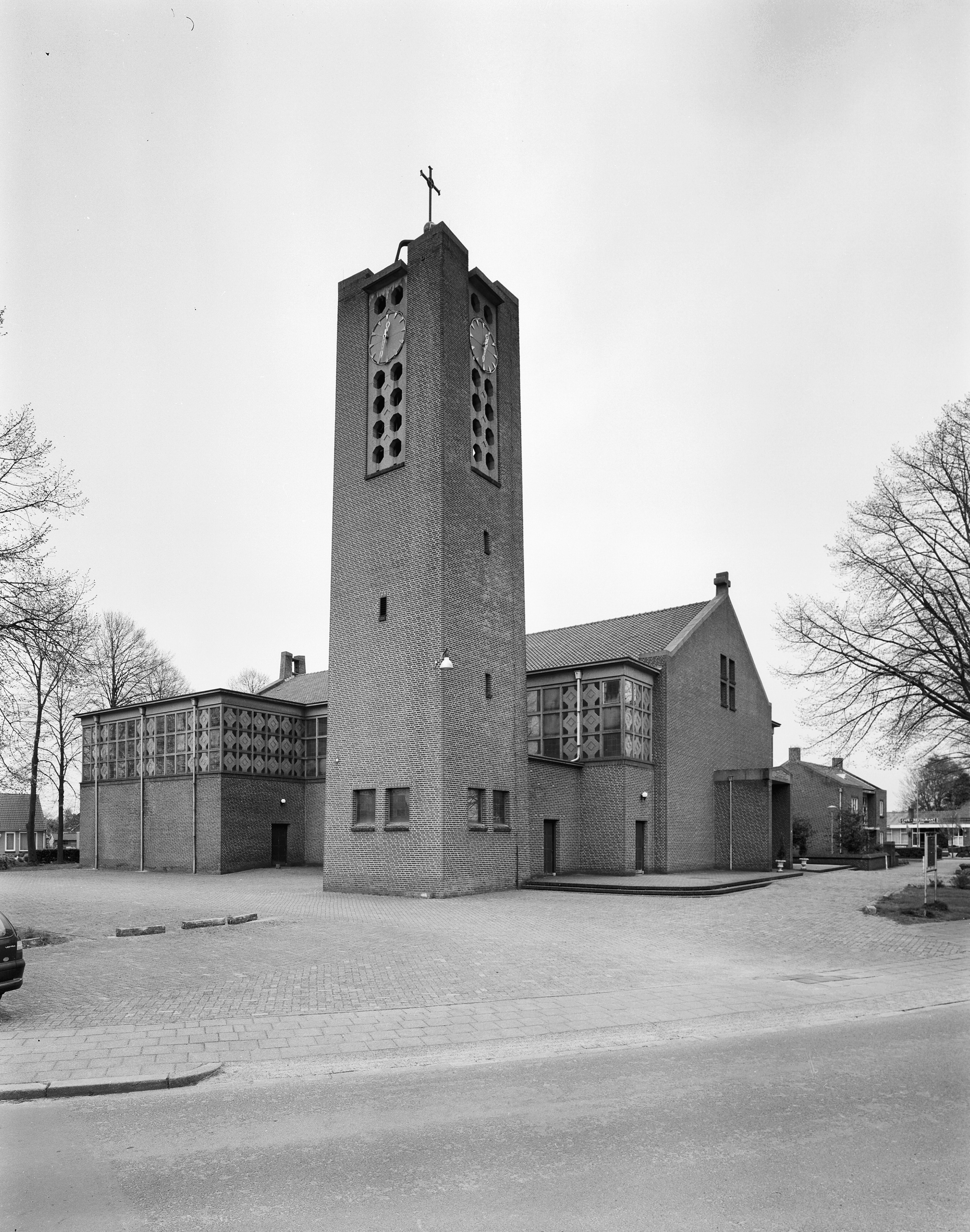
Sint-Jozefkerk

De Sint-Jozefkerk is de parochiekerk van Siebengewald, gelegen aan Boterdijk 2.

## Geschiedenis
De bewoners van Siebengewald gingen vanouds ter kerke in Hassum. Daar kwam een einde aan toen Siebengewald in 1817, in tegenstelling tot Hassum, aan Nederland werd toegevoegd. Vanaf 1823 was men aangewezen op de kerk van Afferden, die echter op grote afstand lag en waarvoor men bovendien een slechte weg te begaan had. In 1867 werd Siebengewald daarom een zelfstandige parochie en in 1868 kwam de kerk gereed. De stenen daarvoor werden in twee plaatselijke steenovens gebakken en verschilden van kleur. Zo kwam een eenvoudige neogotische kerk met toren gereed naar ontwerp van J.F. Beuijssen.
De kerk had, om geld te besparen, stalen klokken gekregen in plaats van bronzen. Toen de Duitse bezetter de klokken vorderde, werden deze -voor de oorlogsindustrie onbruikbare- exemplaren weer retour gezonden.
In februari 1945 werd het dorp, inclusief de kerk, vrijwel geheel verwoest. De stalen klokken bleken echter nog intact.
Vervolgens werden de missen opgedragen in de gangen van een meisjesschool, vervolgens kwam een noodkerk gereed, gebouwd met de stenen van de verwoeste kerk. De definitieve kerk werd gebouwd van 1955-1956, naar ontwerp van Lerou, en wel op een andere plaats dan de voorganger. Men wilde daar namelijk een nieuw dorpscentrum bouwen, wat niet gelukt is. Siebengewald bestaat uit twee delen, een honderdtal meter van elkaar gescheiden.

## Gebouw
Het betreft een driebeukige bakstenen kerk, geschraagd door betonspanten en gedekt door een zadeldak. De kerk wordt aan de linkerzijde geflankeerd door een vierkante toren, met betonnen galmgaten.
Ook voor de ingangspartij is beton toegepast, en voorts is er gewerkt met glas-in-beton voor koor en zijvensters. De kerkruimte wordt overwelfd door een vlak plafond.
De Gregoriuskapel, ooit bedoeld als dagkapel, werd in 2013 ingericht om als kerkzaal te dienen teneinde brandstof te besparen.